# 浅香山町
浅香山町（あさかやまちょう）は、大阪府堺市堺区にある地名。2020年5月現在の行政地名は浅香山町一丁から浅香山町三丁。住居表示は実施済み。

## 地理
堺区の北東端に位置する。東は常磐町、東浅香山町、東雲東町、南は東雲西町、西は今池町、北西は香ヶ丘町、北は大和川を挟んで、大阪市住吉区に接する。西から順に一丁～三丁がある。

### 河川
- 大和川
- 西除川
- 狭間川

## 歴史

### 地名の由来
推古天皇の時代、当地は海辺であり、香りのよい木が流れ着いた。「香り浅からぬところ」ということで『浅香の浦』と呼ばれるようになったと言われている。江戸時代、大和川を掘った土で小さな山ができ『浅香山』と呼ばれるようになった。

### 沿革
- 1922年（大正11年）、堺市向井町大字西万屋と向井町大字北庄の一部より成立。
- 1950年（昭和25年）、東雲町・大豆塚町・東浅香山町・常磐町の各一部を編入、同時に一部が田出井町・香ヶ丘町1 - 5丁・今池町1 - 6丁・東雲西町1 - 4丁となり、1 - 3丁を編成[7]。
- 2006年（平成18年）、堺市が政令指定都市に移行し、行政区を設置。浅香山町は堺区の所属となる。

## 世帯数と人口
2024年（令和2年）3月31日現在の世帯数と人口は以下の通りである。
| 丁           | 世帯数    | 人口    |
| ------------ | --------- | ------- |
| 浅香山町一丁 | 285世帯   | 552人   |
| 浅香山町二丁 | 360世帯   | 654人   |
| 浅香山町三丁 | 617世帯   | 1,280人 |
| 計           | 1,262世帯 | 2,486人 |

### 人口の変遷
国勢調査による人口の推移。
| 1995年（平成7年）  | 2,266人 | [ 8 ]  |  |
| 2000年（平成12年） | 2,219人 | [ 9 ]  |  |
| 2005年（平成17年） | 2,412人 | [ 10 ] |  |
| 2010年（平成22年） | 2,637人 | [ 11 ] |  |
| 2015年（平成27年） | 2,528人 | [ 12 ] |  |
| 2020年（令和2年）  | 2,404人 | [ 13 ] |  |

### 世帯数の変遷
国勢調査による世帯数の推移。
| 1995年（平成7年）  | 898世帯   | [ 8 ]  |  |
| 2000年（平成12年） | 921世帯   | [ 9 ]  |  |
| 2005年（平成17年） | 992世帯   | [ 10 ] |  |
| 2010年（平成22年） | 1,146世帯 | [ 11 ] |  |
| 2015年（平成27年） | 1,104世帯 | [ 12 ] |  |
| 2020年（令和2年）  | 1,125世帯 | [ 13 ] |  |

## 学区
市立小・中学校に通う場合、学区は以下の通りとなる。
| 丁           | 番地 | 小学校             | 中学校             |
| ------------ | ---- | ------------------ | ------------------ |
| 浅香山町一丁 | 全域 | 堺市立浅香山小学校 | 堺市立浅香山中学校 |
| 浅香山町二丁 | 全域 | 堺市立浅香山小学校 | 堺市立浅香山中学校 |
| 浅香山町三丁 | 全域 | 堺市立浅香山小学校 | 堺市立浅香山中学校 |

## 事業所
2021年（令和3年）現在の経済センサス調査による事業所数と従業員数は以下の通りである。
| 丁           | 事業所数 | 従業員数 |
| ------------ | -------- | -------- |
| 浅香山町一丁 | 15事業所 | 150人    |
| 浅香山町二丁 | 16事業所 | 54人     |
| 浅香山町三丁 | 34事業所 | 246人    |
| 計           | 65事業所 | 450人    |

## 交通

### 鉄道
- JR西日本阪和線 - 浅香駅

### バス
2024年現在
- 南海バス[16]
- 9・9C系統：愛泉学園前 - 浅香
- 30系統：浅香山郵便局前 - 浅香

### 道路
- 大阪府道187号大堀堺線

## 施設
- 堺女子短期大学
- 香ヶ丘リベルテ高等学校
- 堺リベラル中学校・高等学校
- 堺浅香山郵便局
- 浅香山公園

## 郵便
- 郵便番号：590-0012[3]（集配局：堺郵便局[17]）。

## ギャラリー

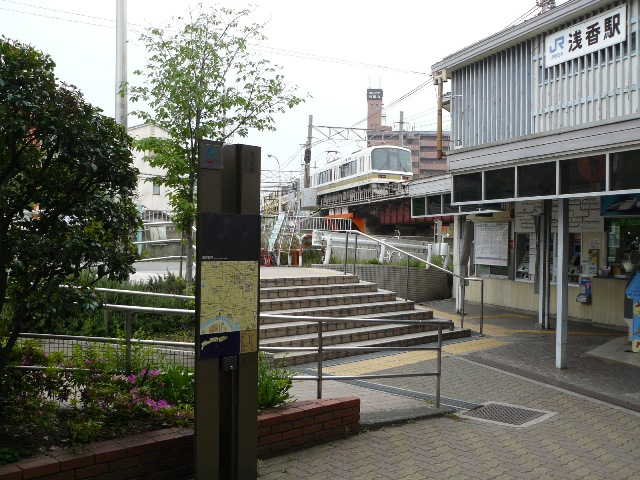
JR浅香駅
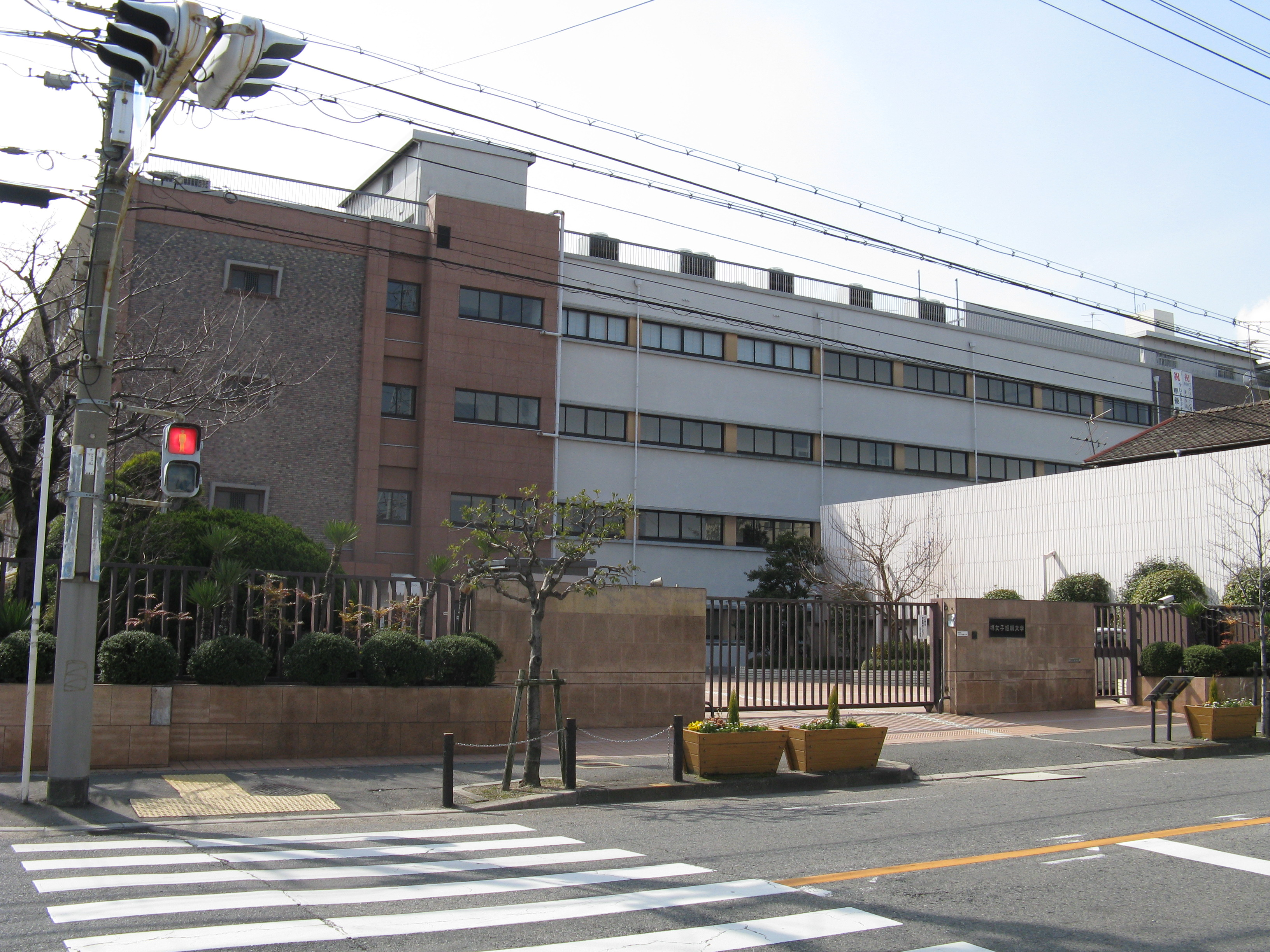
堺女子短期大学
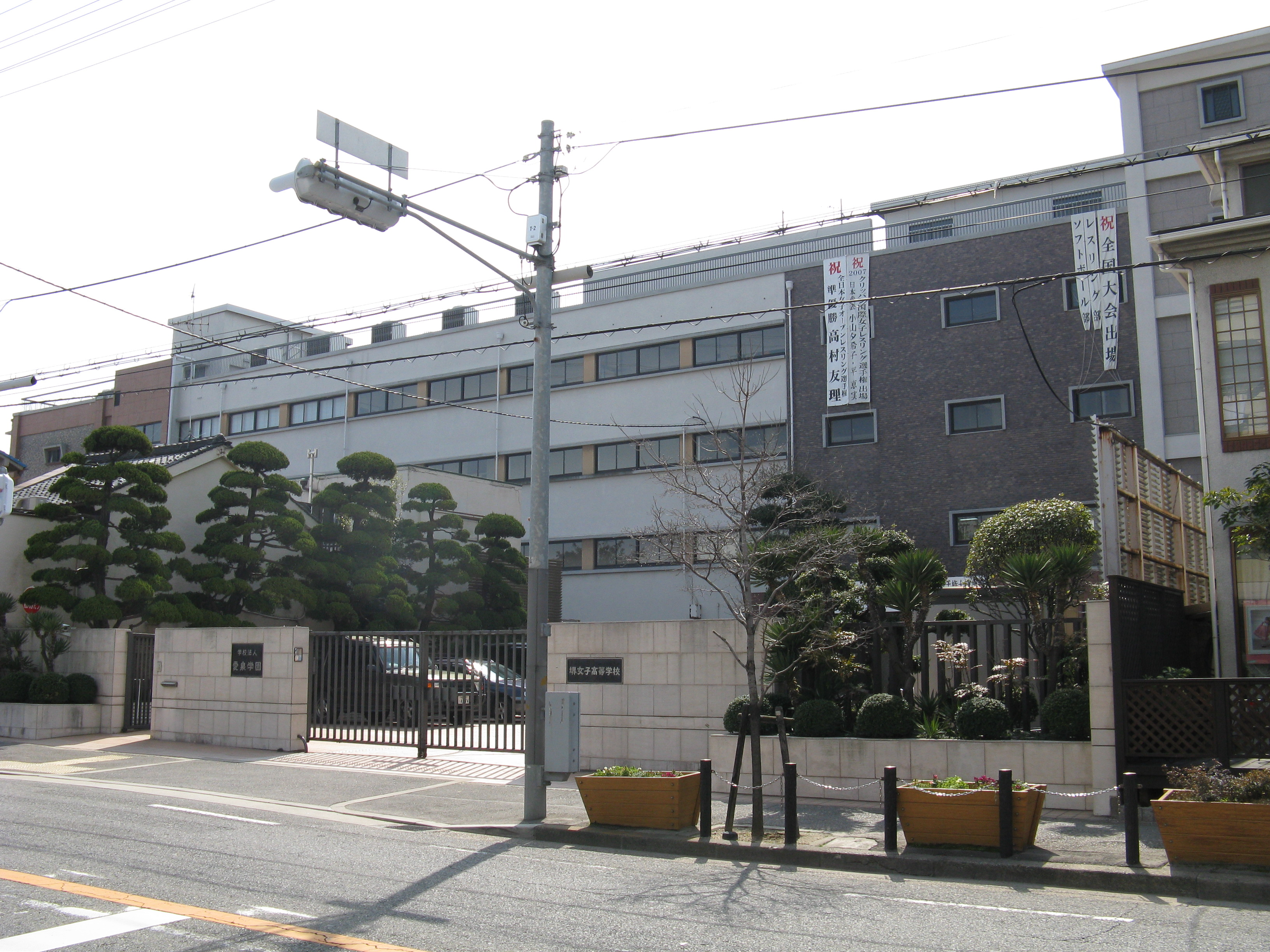
香ヶ丘リベルテ高等学校
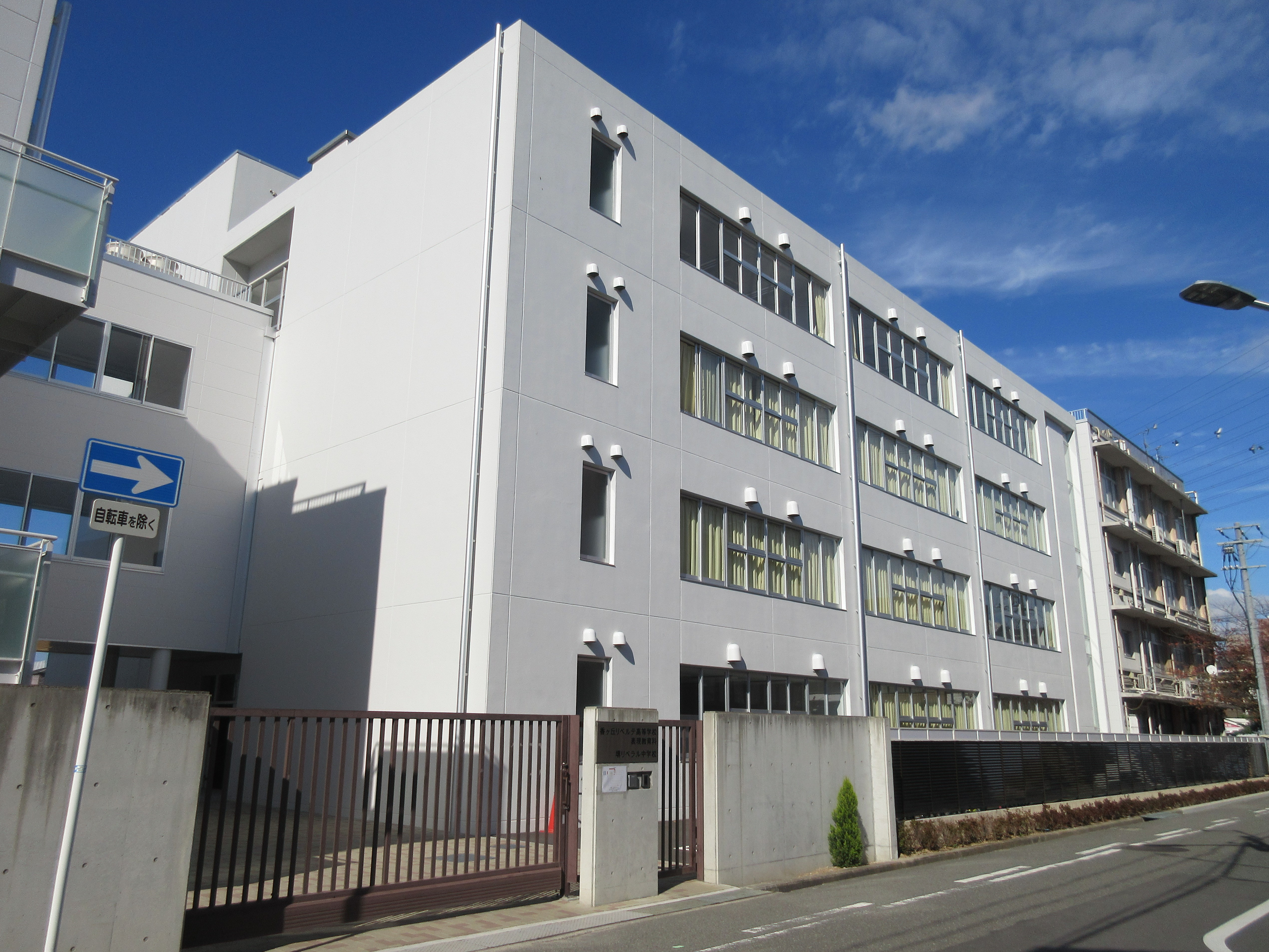
堺リベラル中学校・高等学校